# Пласидо (вождь)
Пласидо (англ. Placido; ок. 1788 — 1862) — наиболее известный вождь индейского племени тонкава. Сын вождя тонкава и команчской пленницы. После смерти Кариты, выдающегося лидера племени, в 1823 году Пласидо был избран верховным вождём своего народа. Он часто служил проводником и разведчиком в экспедициях техасских рейнджеров и снискал известность в сражениях с команчами. Был дружен со Стивеном Остином и другими видными и влиятельными техасцами. 
После присоединения Техаса к США Пласидо поселился в резервации на реке Бразос в 1854 году и продолжил служить скаутом в рядах рейнджеров и американской армии. В 1859 году, невзирая на его протесты, тонкава были поселены в резервации у форта Кобб вместе с враждебными им команчами и кайова. С началом
Гражданской войны в США тонкава служили скаутами в войсках конфедератов. 
24 октября 1862 года шауни, кикапу, кайова и команчи разгромили индейское агентство близ форта Кобб и напали на деревню тонкава. Были убиты 137 из 300 жителей селения. Среди погибших оказался и вождь Пласидо.